# Daði Guðmundsson
Daði Guðmundsson (Dadi Gudmundsson, ok. 1485 w Snóksdalur – 1563) – islandzki szlachcic i dowódca. Był najstarszym z siedmiorga dzieci Guðmundura Finssona (1459–1524) i Thorunn Dadadottir (ur. ok. 1463) oraz szwagrem biskupa Skálholtu – Marteinna Einarssona (ok. 1500 – 1576). Toczył spór z biskupem Jónem Arasonem głównie o posiadłość Sauðafell. W 1549 otrzymał (jako najsilniejszy możnowładca zachodniej Islandii) list od króla Chrystiana  III z poleceniem ujęcia biskupa Jóna Arasona, tak by nie trzeba było wysyłać wojsk duńskich. Guðmundsson przez dłuższy czas nie wykonywał polecenia króla – jednym z powodów mogło być przetrzymywanie Marteinna Einarssona przez Arasona jako więźnia. Jesienią 1550 Arason usiłował ująć Guðmundssona i postawić go przed sądem kierowanym przez prawnika Orma Sturlusona. W tym celu przybył we wrześniu do Sauðafell. Guðmundsson przybył jednak z lepiej uzbrojonymi żołnierzami i 2 października  zwyciężył biskupa w bitwie pod Sauðafell. Otoczony w kościele Arason przystał na postawione mu warunki kapitulacji. Guðmundsson przekazał go duńskiemu bailiffowi Christianowi Skriverowi.
Żoną Guðmundssona była Guðrún Einarsdóttir, byli bezdzietni. Z kochanką – Ingveldur Árnadóttir miał kilkoro dzieci. W testamencie podzielił majątek między kościół luterański (z nadzieją polepszenia losu swojej duszy po śmierci) i żonę, która otrzymała jedną czwartą majątku w Snóksdalur, prawo do mieszkania we dworze przez 3 lata oraz dochody z łodzi.